# セコイア
セコイア（英: sequoia [sɨˈkwɔɪ.ə]、学名: Sequoia sempervirens）は、裸子植物マツ綱のヒノキ科セコイア属に属する巨大な常緑針葉樹の1種である（図1a）。セコイア属（イチイモドキ属）は、現生種としてはセコイアのみを含む。樹高115メートルに達するものが報告されており、現生の生物の中では地球上で最も背が高いといわれる。山火事に強い厚い樹皮をもち、葉は扁平な披針形で枝に2列状につく。この葉はイチイに似ているため、イチイモドキともよばれる。アメリカ合衆国西海岸沿岸の一部に自生する。
「セコイア」の名は、アメリカ先住民でチェロキー文字を発明したシクウォイア（セコイア、Se-quo-ya）を讃えて名付けられた属名であるが、一般名としては種としてのセコイアも意味し、また近縁種であるセコイアデンドロンも含む総称の意味で用いられることもある。2種を分ける際には、セコイアは「セコイアメスギ」、セコイアデンドロンは「セコイアオスギ」とよばれることがある。また、種小名を付してセンペルセコイアともよばれる。

## 名称
1769年にスペインの宣教師によって初めてヨーロッパに紹介され、最初はヌマスギ属に分類されていた（Taxodium sempervirens）が、後にオーストリアの植物学者であるシュテファン・エンドリヒャーのよって独立のセコイア属が提唱された。セコイア属（Sequoia）の名は、アメリカ先住民でチェロキー文字を発明したシクウォイア（セコイア、Se-quo-ya）を讃えて名付けられたともされる。しかしシュテファン・エンドリヒャーは語源を示しておらず、この説には異論もある。
日本では、セコイアに「世界爺（セカイヤ）」の字を充てることがある。「セコイア」の名は、種としてのセコイアだけではなく、セコイア属を意味することもあり、また近縁属であるセコイアデンドロン属も含む総称の意味で用いられることもある。セコイアに「セコイアメスギ」、セコイアデンドロンに「セコイアオスギ」の名を充てることがある。葉の形がイチイに似ているため、イチイモドキともよばれる。また、セコイアスギ、アメリカスギ、センペルセコイア、コーストレッドウッドなどともよばれる。

## 特徴
常緑性の高木であり、大きなものは樹高60–115メートル (m)、幹の直径 3–9 m になる。樹冠は若い木では円錐状、古くなると不規則になる（下図2a, b）。幹はときに屏風状やコブ状に突出する。樹皮は赤褐色、厚さ35センチメートル (cm) に達し、縦に深く裂ける（下図2c）。枝は横に伸び、小枝は細く濃緑色で無毛、垂下し、平面的に分枝する（下図2d）。基本的に葉はらせん状についているが、展開時に基部でねじれて枝に2列状についているようになる（下図2d, e）。葉は偏平で披針形から線形、長さ1–30ミリメートル (mm)、ふつう両面に気孔があり、裏面の中肋の両側の気孔帯は白く明瞭（下図2e）。
雌雄同株であり、雄球花（"雄花"）、雌球花（"雌花"）ともに基部に多数の鱗片葉がある。雄球花はそれぞれ2–6個の花粉嚢をもつ6-12個の小胞子葉からなり、球形から卵形、長さ 2–5 mm、枝先または葉腋に単生する（下図3a, b）。雌球花は枝先に単生し、6–7個の直生胚珠が2列についている鱗片が螺生してできている（下図3b）。球果は約1年で熟し、熟すと赤褐色、広楕円形、長さ 12–35 mm、短い枝で下垂し、15–30個の螺生する厚い鱗片（果鱗）からなり、各果鱗に2–7個の種子が付随する（下図3b, c）。果鱗の裸出部は盾形で中央に小突起がある。直生胚珠であるが次第に向きを変えて種子は倒生するようになり、種子は偏平、3–6 mm、褐色、革質、縁に翼をもつ（下図3d）。子葉は2(–4)枚。染色体数は 2n = 66（6倍体）。
材の精油成分としてはα-ピネンが最も多く、他にアビエタジエン、trans-トタロール、1-ドデカノール、1-テトラデカノール。葉の精油は、サビエン、β-リモネン、フェランドレン、α-ピネン、ミルセンを多く含む。
セコイアは、世界で最も背の高い木であり、世界で最も古い木の一つとしても知られる。現存する世界で最も高い木は高さ115 mのセコイアであるが、歴史的に世界で最も高いセコイアは、どれも120 m級である。ほとんどの植物は二酸化炭素と水の2種類の元素を光合成によって、植物体を形作る固体を作り出して生長する。葉にある気孔からは二酸化炭素を取り込み、太陽のエネルギーで水分を水蒸気として蒸散させていくので、葉の表面の水分が失われるとその下の細胞から水を吸い、やがて吸い上げは木部の道管を通して根から水を運び上げる。一方、水の分子は正電荷と負電荷が引き合って非常に強い凝集力を持っているので水柱で自身を支えることができるが、水柱の高さの理論的な上限は約120 mであり、これよりも高くなると重力が水の凝集力を圧倒するようになる。そのためセコイアの高さの上限は120 m付近で木の水分を失って死んでしまうため、それ以上に高く成長することはできない。

## 分布・生態
北米西岸のオレゴン州南西部からカリフォルニア州北西部（南北725キロメートル）の沿岸地域（図1b, 4a）、海から60キロメートル以内で大量の霧が発生する地域に分布している（下図4b, c）。自生の生育面積は 6,235 km2 ほどとされる。ふつう標高 300 m より低地に生育するが、標高 1,000 m 付近に出現することもある。ふつうセコイアからなる純林を形成するが、ときにベイマツ、ローソンヒノキなど他の針葉樹と混生している。セコイアの成長速度は極めて速く、若い木では年間 1 m に達することもある。セコイアとの競争のため、混生する他の針葉樹も大きくなる傾向があり、ベイマツとシトカトウヒの最も樹高が高い個体はセコイア林から見つかっている。セコイア林は切り株や倒木からの萌芽によって更新しており、実生からの再生はほとんど知られていない。
地上数十メートルにあるセコイアの樹冠には、木に溜まった土壌や腐植物、小動物、鳥、哺乳類からなる特異な生態系が形成されており、近年注目されている。
セコイアの自生地は山火事が頻繁に起こる地域であるが、切り株や倒木、幹からの萌芽とともに、耐火能がある厚い樹皮もセコイアの生育を可能にしている。大きな木では、大火の後に幹からの萌芽によって100年ほどかけて樹冠部を入れ替えることが報告されている。セコイアの純林は、度重なる山火事によって他の高木が除去されることで成立したものと考えられている。
国際自然保護連合 (IUCN) のレッドリストでは、セコイアは絶滅危惧種に指定されている。

## 特筆される個体
セコイアは世界で最も高い木であり、2022年4月現在で最高のものはハイペリオンと名付けられたセコイアで樹高 115.85 m に達し、また樹高 110 m 以上の個体が38本、樹高 100 m 以上の個体が2,585本知られている。特に大きな個体には通称名がつけられており、保護のため正確な位置は公開されていない。
| 個体名                   | 場所                           | 高さ (m) | 直径 (m) |
| ------------------------ | ------------------------------ | -------- | -------- |
| Hyperion（ハイペリオン） | レッドウッド国立公園           | 115.85   | 4.84     |
| Helios                   | レッドウッド国立公園           | 114.58   | 4.96     |
| Icarus                   | レッドウッド国立公園           | 113.14   | 3.78     |
| Stratosphere Giant       | Humboldt Redwoods State Park   | 113.05   | 5.18     |
| National Geographic      | レッドウッド国立公園           | 112.71   | 4.39     |
| Orion                    | レッドウッド国立公園           | 112.63   | 4.33     |
| Federation Giant         | Humboldt Redwoods State Park   | 112.62   | 4.54     |
| Paradox                  | Humboldt Redwoods State Park   | 112.51   | 3.90     |
| Mendocino                | Montgomery Woods State Reserve | 112.32   | 4.19     |

セコイアは樹高は高いが、近縁種であるセコイアデンドロンに比べて一般的に幹の直径は小さいため、大きさ（体積）ではこれに及ばない。現存するセコイアの中で体積が最大の個体はレッドウッド国立公園の Grogan's Fault であり、幹の体積は 1,084.5 m3 と推定されている。また、Lost Monarch とよばれる木は体積 1,205 m3 に達するが、これは複数の個体の幹が融合したものであると考えられている。
しかし、人間による開拓が始まる以前には、セコイアはよりストレス（乾燥、山火事）の小さい環境にも生育していたため、このような環境に生育していたより高くより大きな個体が有史時代になってから人間によって伐採されてしまった可能性が大きいと考えられている。例えば、おそらくカリフォルニア州ビッグ・ラグーン付近に生えていたが1945年頃に伐採された Crannell Giant とよばれるセコイアの個体は、高さ 94 m、幹の体積 1,743 m3 に達したと考えられている。この体積は、現在地球最大の木とされるセコイアデンドロンの最大の個体（シャーマン将軍、1,473 m3）より18%も大きい。
セコイアは非常に長命な木であり、年輪の測定による確実な例としては、2,267年に達するものが知られている。

## 人間との関わり
世界各地で観賞用に植栽されている（下図5a, b）。また、ニュージーランドなどでは、材木用に植林されている例もある。
木材は比較的軽く、耐朽性が高く、狂いが少ない（上図5c, d）。住宅、橋などの建築用のほか、サイロや液槽などにも用いられる。特に野外の椅子やテーブル、フェンスなどによく用いられていた。ただしアルカリ反応を起こして周辺のセメント等を黒変させることや、厳重な保護対象となっていることで利用は少なくなっている。
木理は通直、肌目はやや粗。天然の老木では年輪幅が非常にせまいが、若木では年輪幅が広く色が薄い。辺材は淡色、心材は赤褐色であり、心材の耐朽性が非常に高い。気乾比重は0.46。
セコイアは、セコイアデンドロンとともにカリフォルニア州の木とされている。
レッドウッド国立公園などにあるセコイアの原生林は、著名な観光地となっている。
映画『スター・ウォーズ エピソード6/ジェダイの帰還』（1983年）では、セコイアの植林地（撮影後に伐採された）で多くのシーンが、Grizzly Creek Redwoods State Park で一部のシーンが撮影された。

## 進化と分類
セコイア属は、中生代から古第三紀にかけて、北米からユーラシアに広く生育していた（下図6、表2）。最古の化石記録は中期ジュラ紀にさかのぼり、中国東北部やフランスから報告されている。しかし鮮新世になると少なくなり、鮮新世後期になるとアジアやヨーロッパでは姿を消し、現在では北米のセコイアのみが生き残っている。日本にもセコイア属は分布していたが、更新世初期（約250万年前）に化石記録は途絶えた。唯一の現生種であるセコイアは、新第三紀に生まれたと考えられている。
| 表2. セコイア属の分類の1例（†は化石種） - ヒノキ科 Cupressaceae Gray (1822), nom. cons. - セコイア亜科 Sequoioideae (Luerss.) Quinn. - セコイア属 Sequoia Endl. (1847), nom. cons. シノニム: Condylocarpus Salisb. ex Lamb. (1832); Gigantabies J.Nelson (1866), nom. nud. - †Sequoia jeholensis Endo (1951) 中期ジュラ紀から後期ジュラ紀（中国北東部） - †Sequoia minuta Sveshnikova 白亜紀（北米、中国、ロシア、ボヘミア） - †Sequoia lebedevii N.Nosova & Golovn. 後期白亜紀（シベリア西部） - †Sequoia tenuifolia (Schmalhausen) Sveshnikova & Budantsev 後期白亜紀（フランツヨシフ諸島） - †Sequoia antiqua Samyl. 後期白亜紀（北東アジア） - †Sequoia microlepis Sveshnikova 後期白亜紀（北東アジア） - †Sequoia parvifolia Samyl. 後期白亜紀（北東アジア） - †Sequoia chinensis Endo 後期白亜紀から中新世（中国北東部） - †Sequoia affinis Lesquereux (1876) 暁新世から鮮新世（北米） - †Sequoia abietina (Brongniart) Knobloch 始新世から中新世（ヨーロッパ） - †Sequoia maguanensis J.W.Zhang & Z.K.Zhou (2015) 中新世（中国南西部） - セコイア Sequoia sempervirens (D.Don) Endl. (1847) シノニム: Schubertia sempervirens (Lamb.) Spach (1841); Steinhauera sempervirens (D.Don) Voss (1907); Taxodium sempervirens D.Don (1824); Condylocarpus sempervirens Salisb. ex Carrière (1855); Gigantabies taxifolia J.Nelson (1866); Sequoia pyramidata Carrière (1867); Sequoia religiosa C.Presl (1851); Sequoia sempervirens var. adpressa Carrière (1867); Sequoia sempervirens f. adpressa (Carrière) Beissn. (1887); Sequoia sempervirens var. albospica G.Nicholson (1887); Sequoia sempervirens f. glauca (R.Sm.) Rehder (1949); Sequoia sempervirens var. glauca R.Sm. (1874); Sequoia sempervirens var. nana-pendula Hornibr. (1923); Sequoia sempervirens f. pendula (Rovelli) Rehder (1949); Sequoia sempervirens var. pendula (Rovelli) C.K.Schneid. (1913); Sequoia sempervirens pendula Rovelli (1899); Sequoia taxifolia K.Koch (1873); Taxodium nutkaense Lamb. ex Endl. (1847) 中新世から現世（北米、†日本） |

## ギャラリー

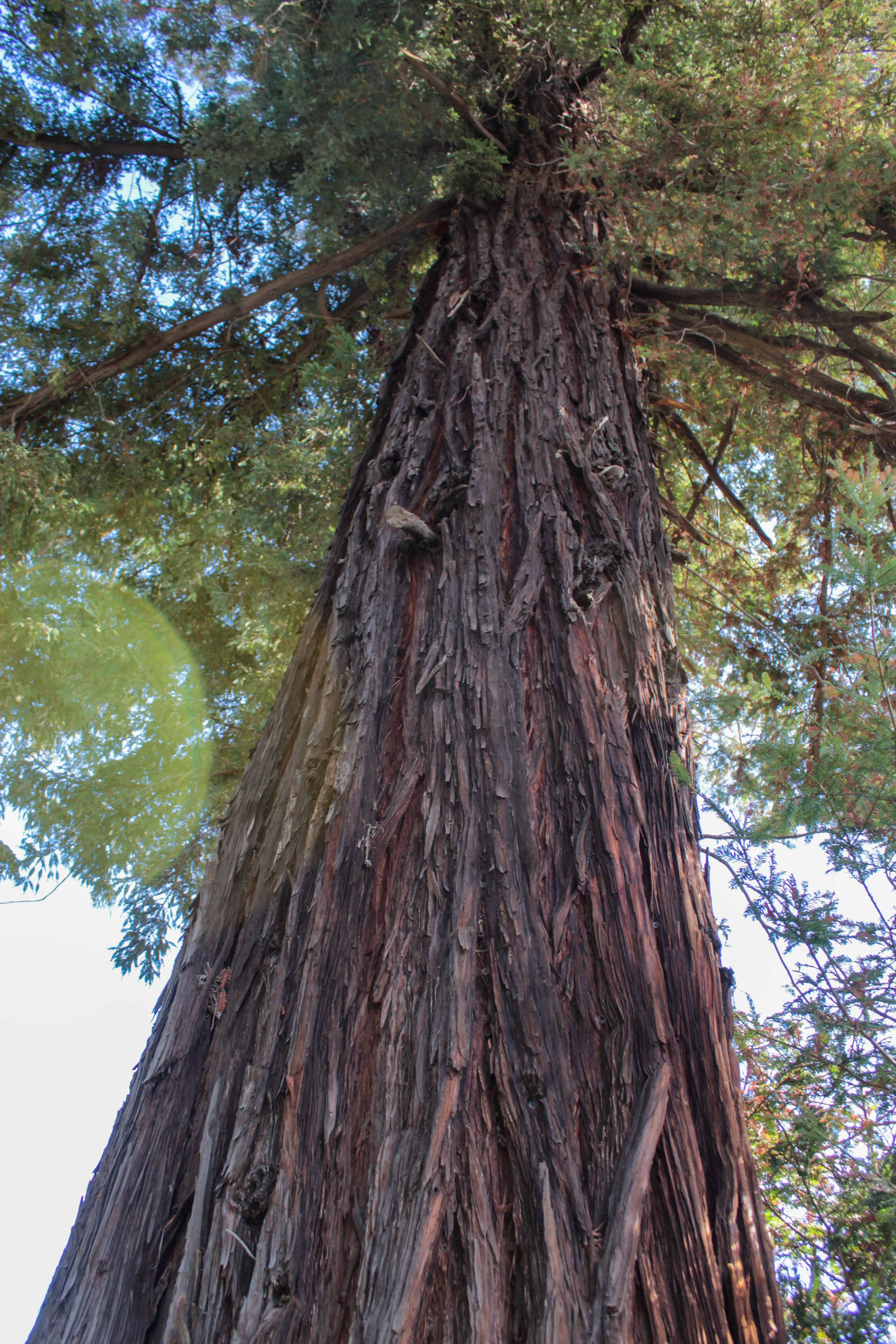
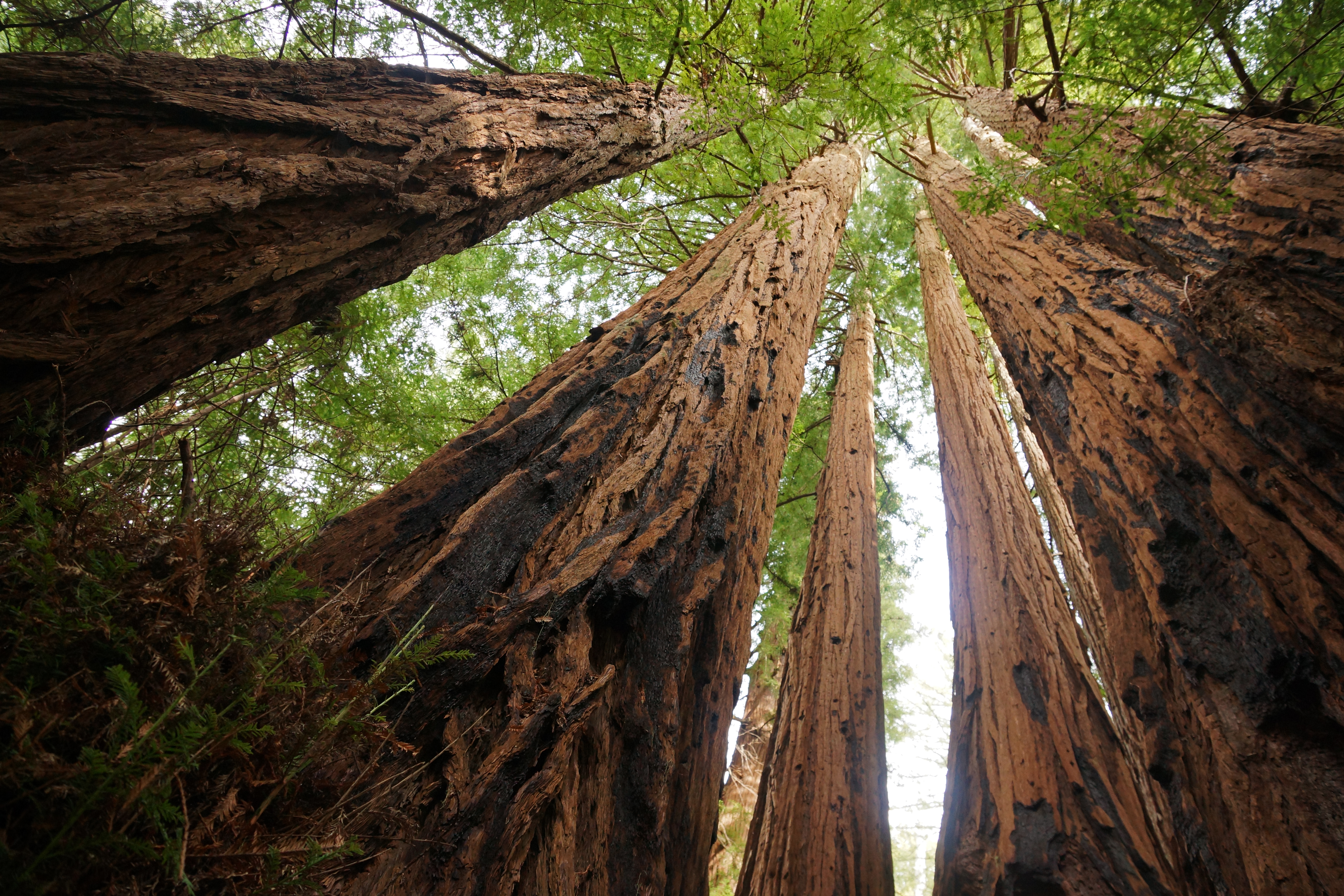
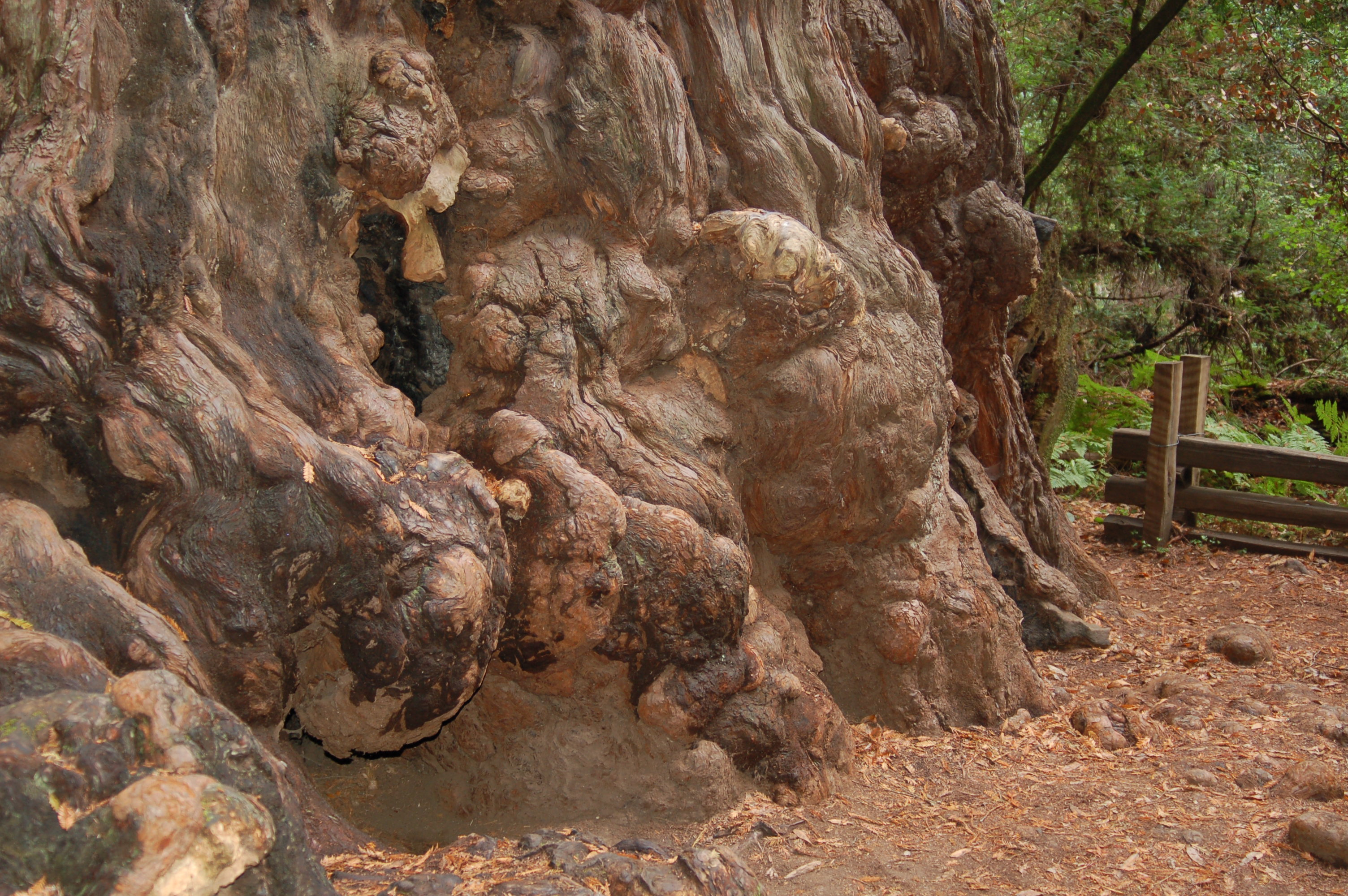
幹
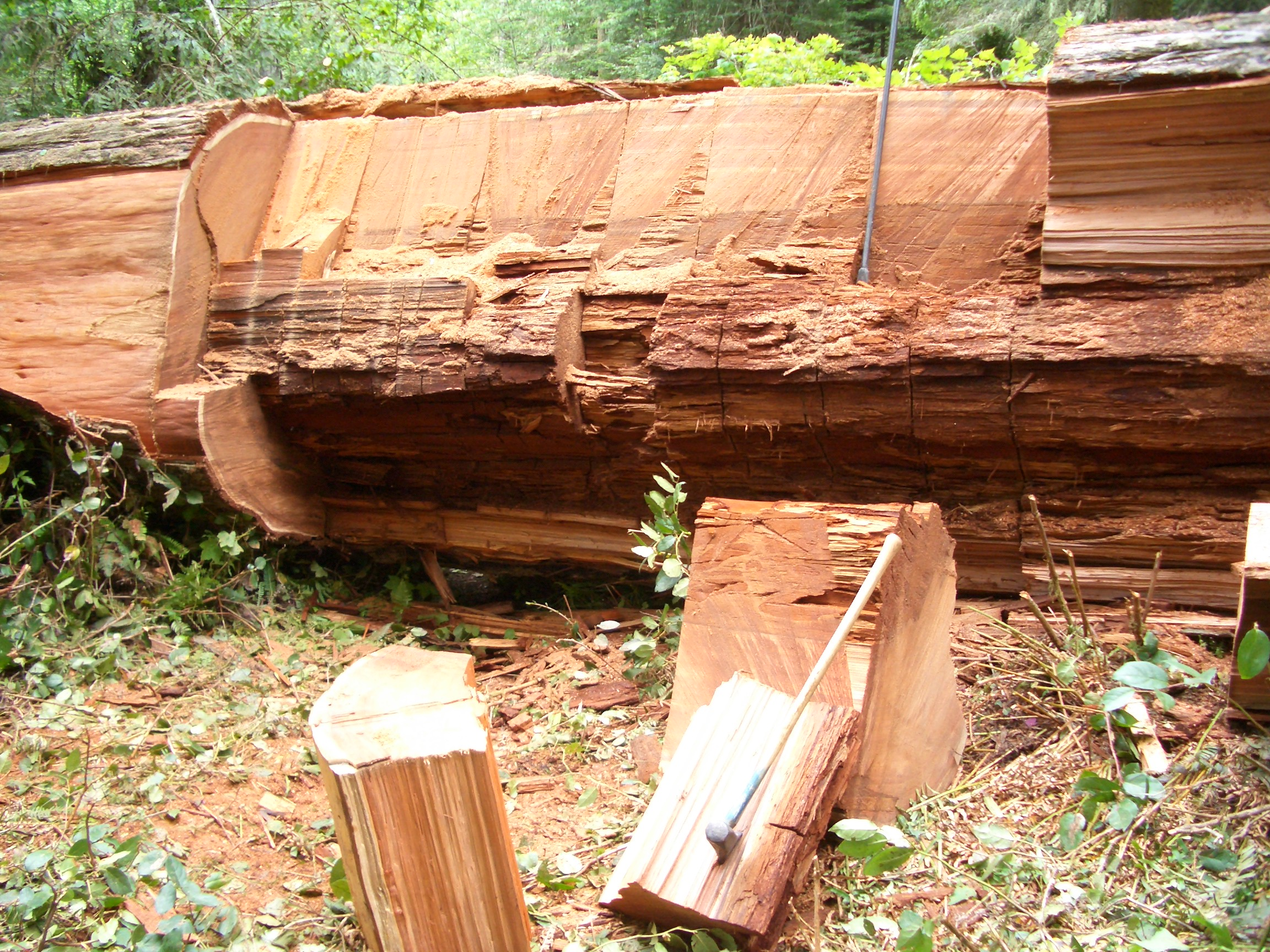
材
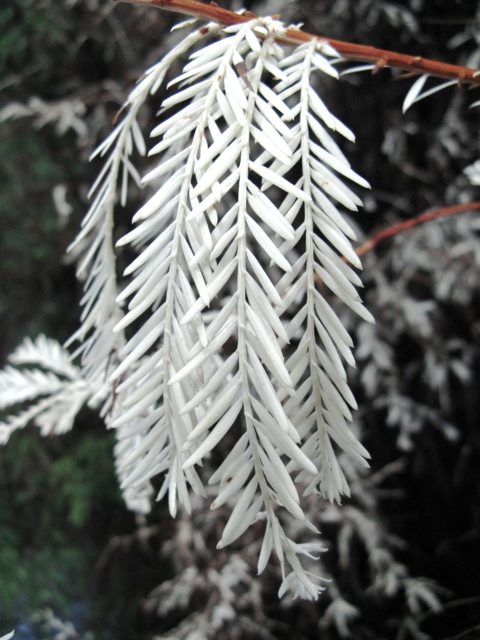
アルビノ
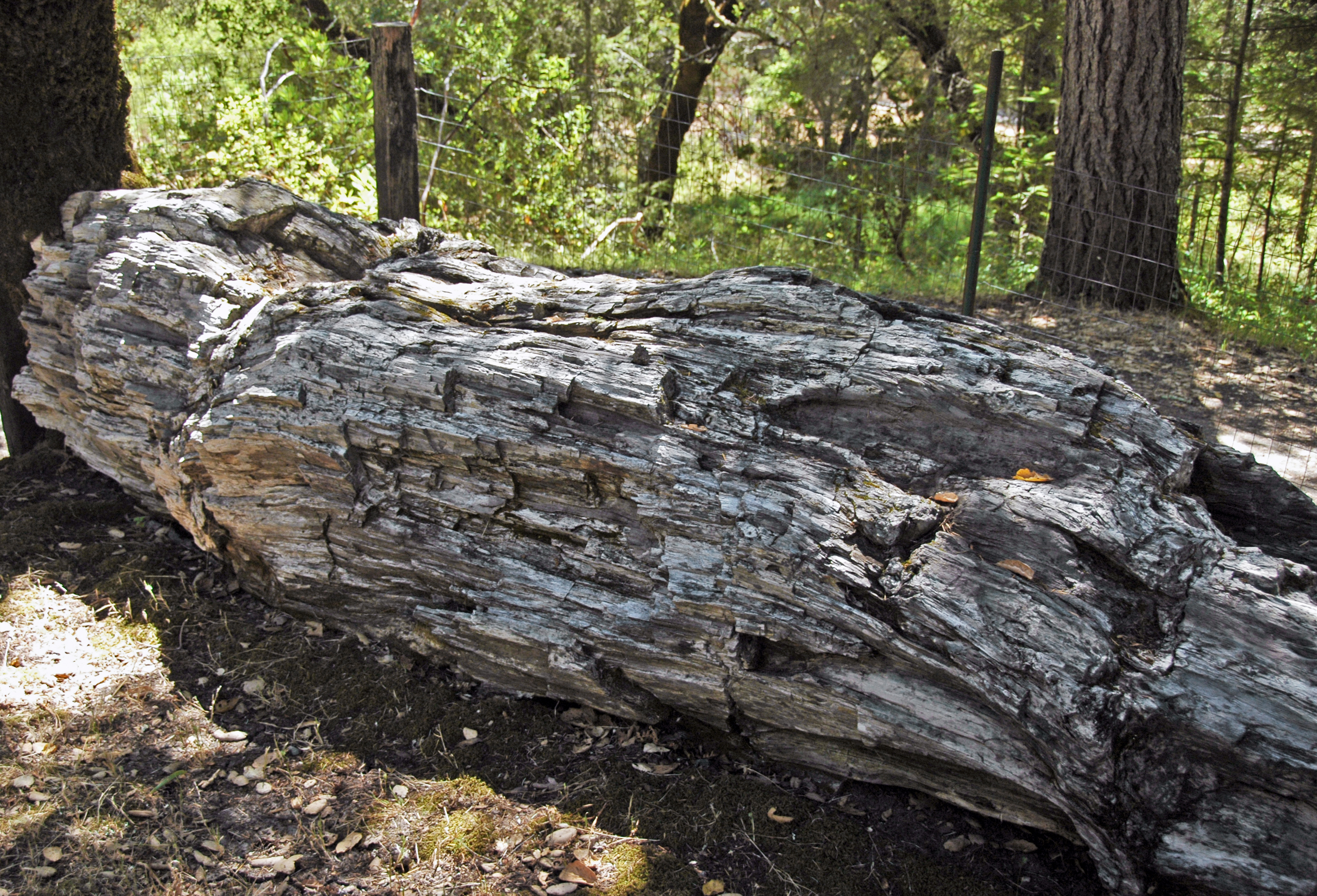
化石